# 钙原小檗
钙原小檗（学名：Berberis calcipratorum）是小檗科小檗属的植物，为中国的特有植物。分布在中国大陆的云南等地，生长于海拔3,300米至3,650米的地区，见于落叶松林下、冷杉林下或山沟灌丛，目前尚未由人工引种栽培。